# NTT仏向無線中継所

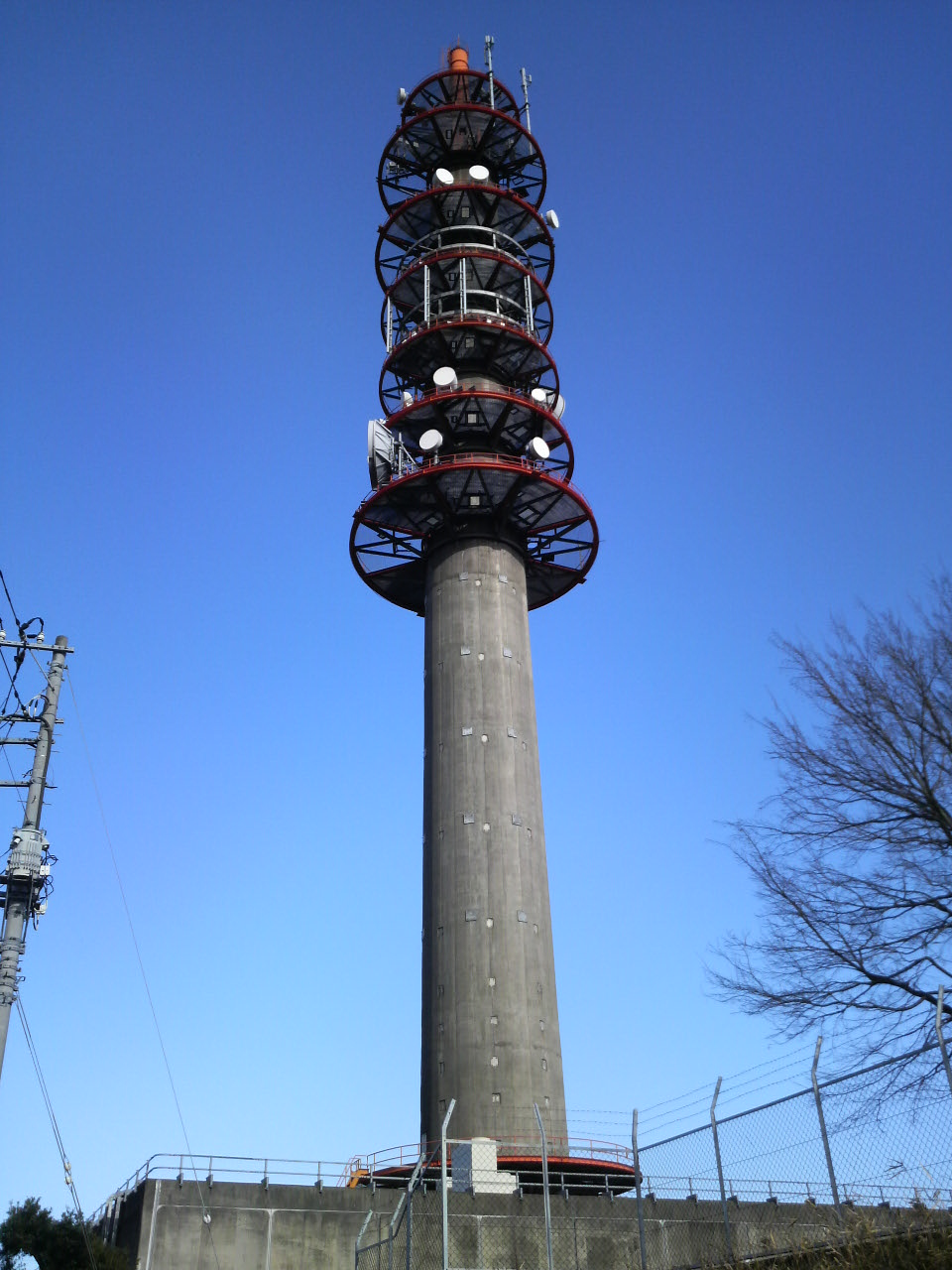
NTT仏向送信所

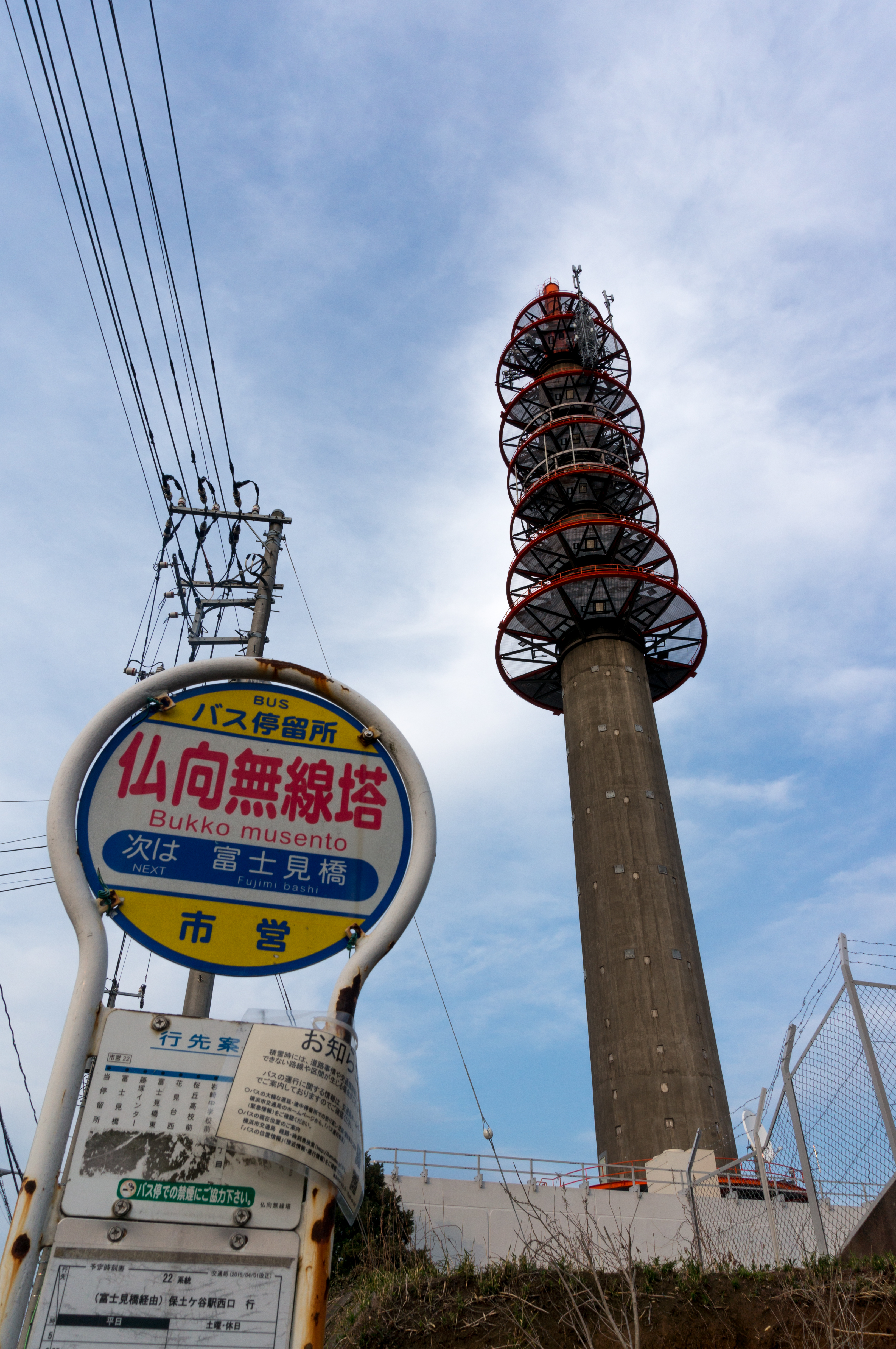
仏向無線塔バス停と無線塔

NTT仏向無線中継所（エヌティティぶっこうむせんちゅうけいしょ）は、神奈川県横浜市保土ケ谷区仏向町にある東日本電信電話（NTT東日本）の無線施設。

## 概要
- 当中継所は、保土ヶ谷区中央部に位置し、日本に5基建てられたコンクリート製の無線中継所[1]のひとつとなる。高さは103m
- なお、当中継所には、NTTコミュニケーションズとNTT横浜ネットワークセンターも利用している。

## マルチメディア放送送信施設
- 当無線中継所には、マルチメディア放送であるジャパン・モバイルキャスティングの横浜中継局が置かれた。

| 周波数        | 放送局名   | 空中線電力 | ERP    | 放送区域                           | 放送区域内世帯数 | 放送開始日   |
| 214.714286MHz | モバキャス | 5kW        | 17.5kW | 神奈川県及び東京都・千葉県の各一部 | 553万5888世帯    | 2012年4月1日 |

- 2011年11月30日に予備免許交付、2012年4月1日から本放送開始。
- 2016年6月30日正午に放送終了[3]。

## アクセス
- 保土ケ谷駅西口から横浜市営バス22系統で富士見橋または和田町駅経由保土ケ谷駅西口行きで｢仏向無線塔｣バス停下車。
- 横浜新道藤塚IC下車。

## 周辺
- 横浜新道
  - 藤塚IC
  - 新保土ヶ谷料金所
- ヤマト運輸保土ヶ谷仏向町宅急便センター
- 横浜市立橘中学校
  - 横浜市仏向地域ケアプラザ
- このほか、仏向団地など住宅地が広がる。